# ムアンラムプーン郡
ムアンラムプーン郡（ムアンラムプーンぐん）は、タイの北部のラムプーン県にある郡（アムプー）であり、ラムプーン県の県庁所在地（ムアン）でもある。

## 名称
ラムプーンとはハリプンチャイの転訛による発音である。『年代記』にはラムプーンチャイなどさまざまな形の名称が登場する。
日本語ではランプーン、ラムプン、ランプンなどとも記される。

## 歴史

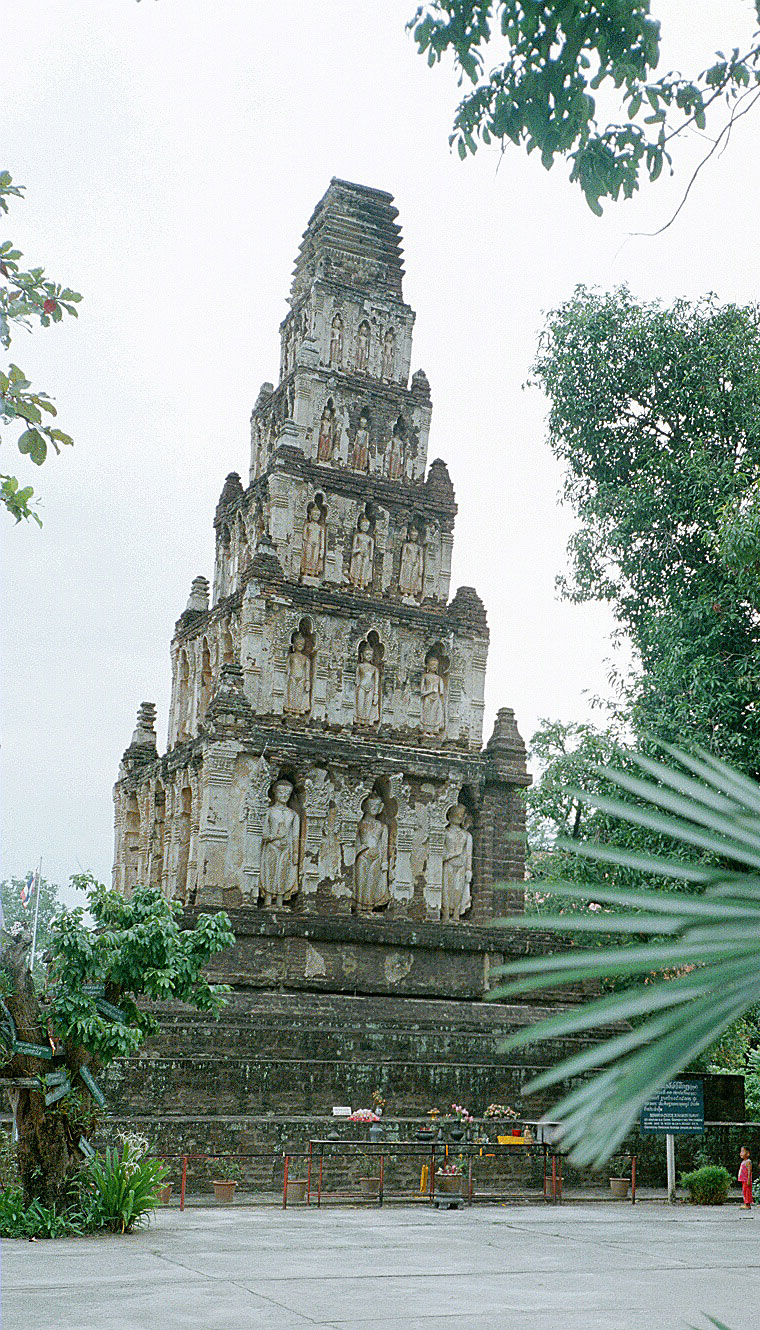
ワット・チャーマテーウィー（ワット・クークット）

おおよそ9世紀ごろ、女王チャマデヴィによって建設され、モン族のハリプンチャイ王国の首都として機能してきた。ハリプンチャイは、チャオプラヤー川の支流であるピン川上流にあり、水流を生かした交易で栄えた。ハリプンチャイ王国は、13世紀ごろからタイ族がこの地域に住み着くようになり、脅かされるようになる。
タイ族の有力な酋長の1人であったマンラーイ王はアイ・ファーと呼ばれるスパイをラムプーンに送り攻撃の機会をねらったが、ついに1292年にハリプンチャイ王国は陥落した。マンラーイ王はラムプーンに住み、2年後にはウィエンクムカームに移住し、アイ・ファーがラムプーンの支配者となった。
しかし、新興勢力であったマンラーイは、ウィエンクムカームからさらに北のチエンマイに首都を移し、いわゆるラーンナー王朝と呼ばれる王朝を作る一方で、モン族の文化を尊重し吸収した。これの良い例がワット・クークットと呼ばれる仏塔である。
また、その文化吸収の過程でラムプーンはチエンマイの衛星都市となる。『ムーラサーサナー』と呼ばれる歴史書ではほとんどといって良いほどチエンマイに言及するときはラムプーンにも言及している。歴代のラーンナーの王はラムプーンには信頼できる高官を置き、自ら赴き滞在することもあった。
しかし、1558年に始まるビルマの統治を経て、ラムプーンの地位は低下していき、1780年代までにはほとんど廃墟と化してしまった。ラーンナー王朝を復興させたチエンマイの君主カーウィラは、1796年からチエンマイ、ラムプーンに戦争捕虜などを強制移住させ、ラムプーンを再建し、カーウィラの弟セーティーカムファンを1805年に国主の座につけた。これ以降、カーウィラのチェットトン王家によるラムプーンの支配が続いた。
その後、ラーマ5世（チュラーロンコーン）はチャクリー改革を行いタイ全土の中央集権化を目指す。ラーマ5世亡き後の1922年、アムプームアン・ラムプーン（ラムプーン県庁所在地）としてラムプーン県の下位の法人としてのラムプーン市が成立。1943年にラムプーン最後の君主チャクラカムカチョーンサック少将が有名無実となっていた王位を退き、名実ともに内務省の管轄下となった。

## 地理
ピン川が形成した台地に位置し、郡内はほとんど平地である。郡内の一部に、メー・タクライ国立公園が広がる。

## 経済
ロンガン（果実）の生産が盛んである。ほかにシルクの零細産業などがある。
また郡内には北部工業団地が立地しており、電子部品産業などの日系企業も進出している。

## 行政区分
ラムプーン市は17のタムボンがあり、その下位に158の村（ムーバーン）がある。郡内には4つの自治体（テーサバーン）が設置されており、以下のようになっている
- テーサバーンムアン・ラムプーン …… タムボン・ナイムアン全体
- テーサバーンタムボン・ウモーン …… タムボン・ウモーンの全体
- テーサバーンタムボン・リムピン …… タムボン・リムピンの全体
- テーサバーンタムボン・バーンペーン …… タムボン・バーンペーンとタムボン・ノーンナームの一部

なお、市内には12のタムボン行政体（オンカーンボーリハーンスワンタムボン）が設置されている。
- タムボン・ナイムアン …… タイ語: ตำบลในเมือง
- タムボン・ムアンガー …… タイ語: ตำบลเหมืองง่า
- タムボン・ウモーン …… タイ語: ตำบลอุโมงค์
- タムボン・ノーンチャーンクーン …… タイ語: ตำบลหนองช้างคืน
- タムボン・プラトゥーパー …… タイ語: ตำบลประตูป่า
- タムボン・リムピン …… タイ語: ตำบลริมปิง
- タムボン・トントン …… タイ語: ตำบลต้นธง
- タムボン・バーンペーン …… タイ語: ตำบลบ้านแป้น
- タムボン・ムアンチー …… タイ語: ตำบลเหมืองจี้
- タムボン・パーサック …… タイ語: ตำบลป่าสัก
- タムボン・ウィエンヨーン …… タイ語: ตำบลเวียงยอง
- タムボン・バーンクラーン …… タイ語: ตำบลบ้านกลาง
- タムボン・マクアチェー …… タイ語: ตำบลมะเขือแจ้
- タムボン・シーブワバーン …… タイ語: ตำบลศรีบัวบาน
- タムボン・ノーンナーム …… タイ語: ตำบลหนองหนาม